# タイガーバームガーデン (香港)

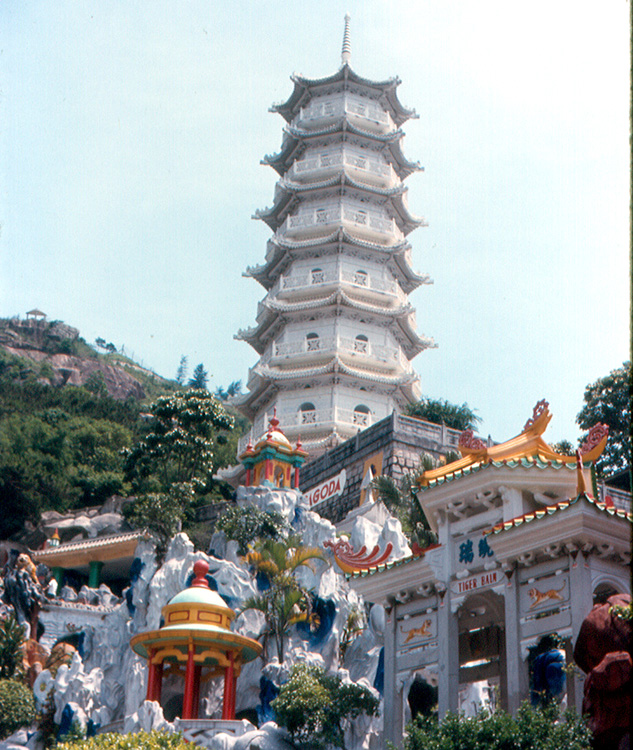
庭園の中心となるパゴダ

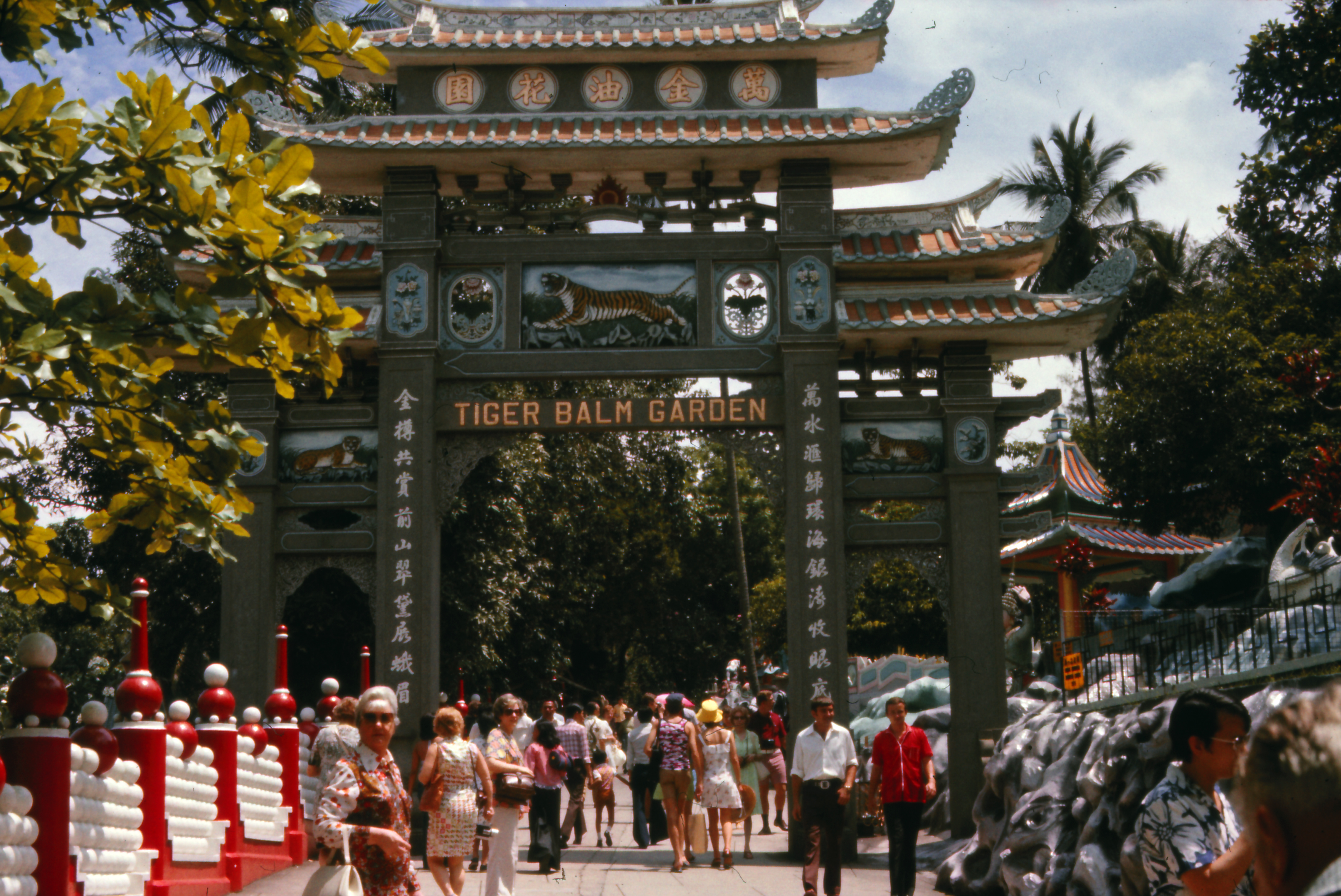
入口門

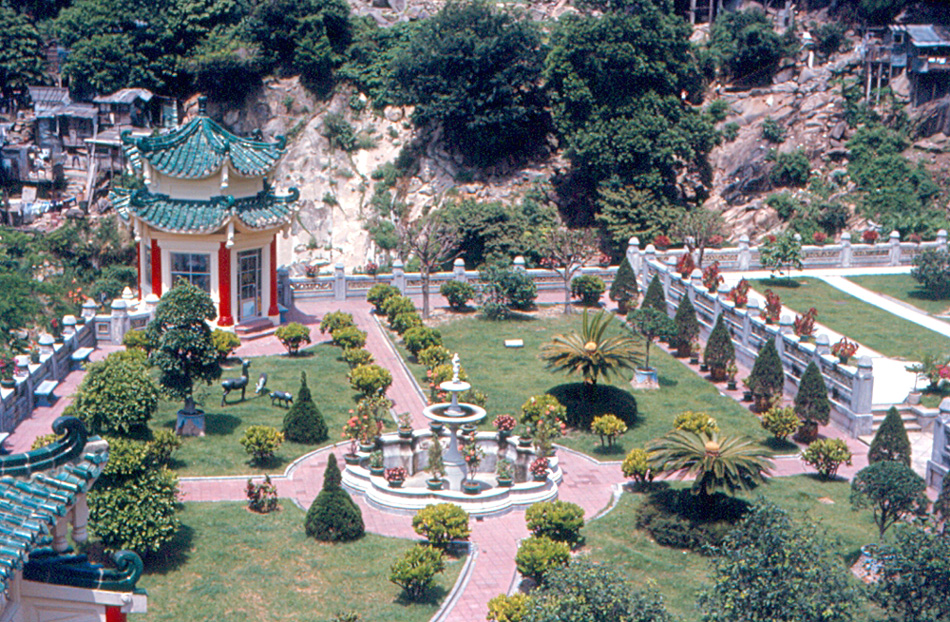
庭園遠景

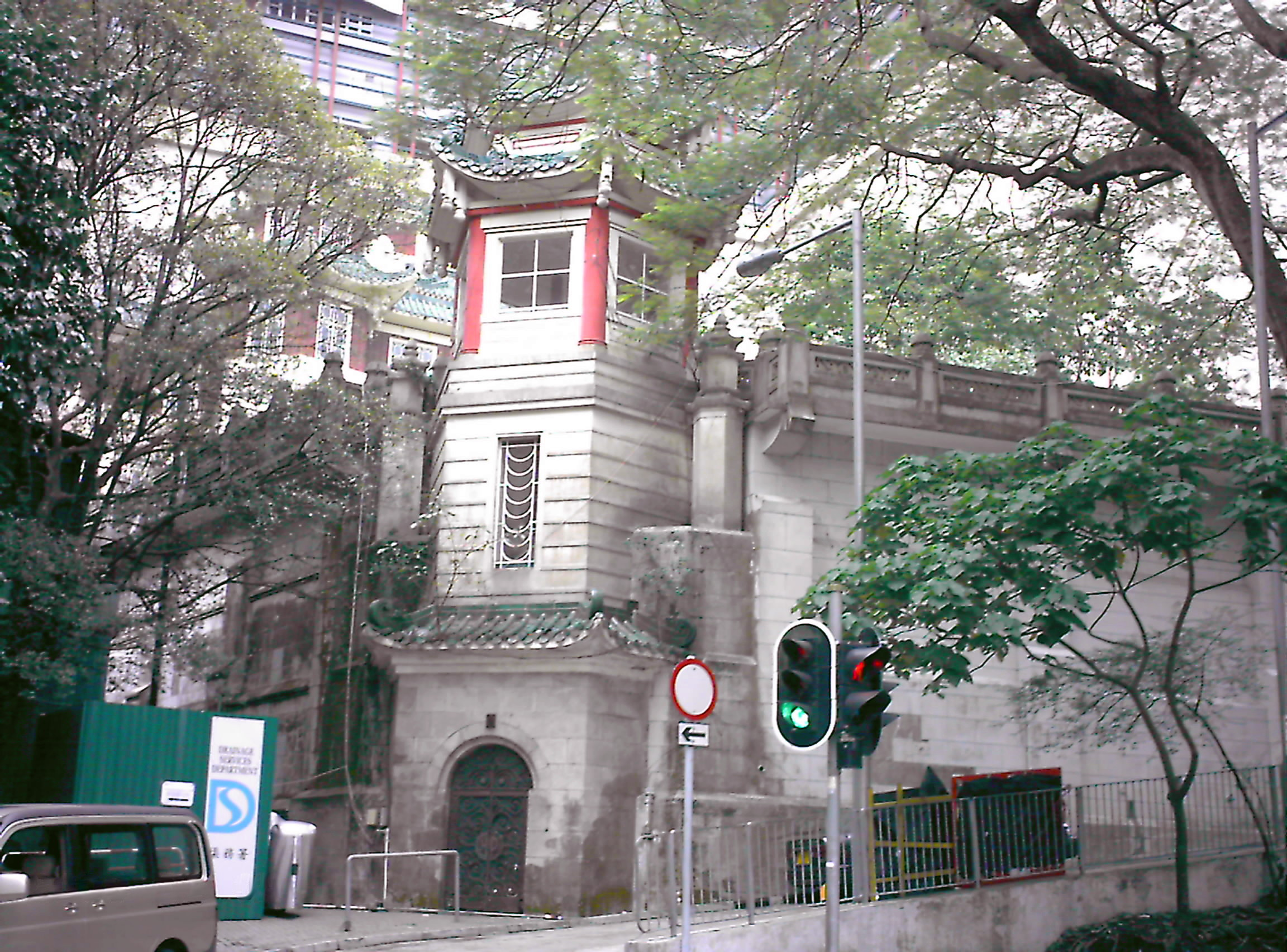
閉鎖後の外周楼閣(2008年11月)

タイガーバームガーデン（萬金油花園、Tiger Balm Garden）は、香港の香港島にかつて存在した庭園である。設立者の胡文虎・胡文豹兄弟の名を冠した虎豹別墅（Haw Par Mansion）および胡文虎花園（Aw Boon Haw Garden）の名も知られる。

## 歴史
タイガーバームガーデンは、軟膏薬タイガーバーム（虎標萬金油）の売り上げで巨富を得た香港の富豪胡文虎（Aw Boon Haw、1882年 - 1954年) と胡文豹 (Aw Boon Par、1884年 - 1944年) の兄弟により1935年に建設された。本来は胡一族の私的別荘であったが、1950年代に一般に公開された。
庭園の中心となるのは高さ44メートル、7層構造のパゴダであり、その周囲に中国仏教、儒教、また様々な故事や説話を題材としたジオラマがコンクリートや陶磁器を用いて多数配置されている。これら地獄や極楽のジオラマを構成する人物・動物・怪物等の人形は極彩色に彩られ、見方によってはグロテスクとも取れる造形をしている。所狭しと配置されたこれらの器物が園全体に非常にキッチュな印象を与え、開放当時には観光施設として高い人気を集めた。
胡文虎が1954年に死亡して以降、敷地は少しずつ切り売りされて高層マンション等に作り変えられ、2000年に至って完全に閉鎖された。施設の一部は香港の二級歴史建築に指定されて保護の対象となっているため、残存施設は香港特別行政区政府の管理下に置かれている。
2019年、虎豹樂圃（Haw Par Music）としてリニューアルした。

## 基本情報
以下は開放当時の情報である。
- 所在地：香港島湾仔区大坑道(タイハンロード)
- 位置座標：北緯22度16分29.85秒 東経114度11分39.45秒 / 北緯22.2749583度 東経114.1942917度
- 敷地面積：533,600m2
- 総工費：1600万香港ドル
- 入場料：無料

## 紀行文
三島由紀夫は、1961年に訪れたタイガーバームガーデンのグロテスクな奇景を一つ一つ克明に観賞し、以下のような感想を綴っている。